# Гладник
Гладник је насељено место у Босни и Херцеговини у општини Травник. Административно припада Федерацији Босне и Херцеговине, односно њеном Средњобосанском кантону. Према попису становништва из 2013. у насељу је било 344 становника, а већинску популацију чинили су Хрвати.

## Становништво
По последњем службеном попису становништва из 2013. године у овом насељу живело је 344 становника, а село је било етнички хомогено са већинском хрватском популацијом.
| Националност | 2013. | 1991.        | 1981.        | 1971.        |
| Бошњаци      | —     | 1 (0,30%)    | 0            | 0            |
| Хрвати       | —     | 326 (98,79%) | 287 (97,29%) | 269 (99,63%) |
| Срби         | —     | 0            | 1 (0,34%)    | 0            |
| Југословени  | —     | 0            | 6 (2,03%)    | 0            |
| остали       | —     | 3 (0,91%)    | 1 (0,34%)    | 1 (0,37%)    |
| Укупно       | 344   | 330          | 295          | 270          |